# Любичев, Михаил Дмитриевич
Михаил Дмитриевич Любичев (1910, Санкт-Петербург — 6 января 1944, д. Климово, Калининская область) — Герой Советского Союза (посмертно).

## Биография
Михаил Дмитриевич Любичев родился в 1910 году в Санкт-Петербурге в семье рабочего. Окончил 6 классов. С 1938 года жил в городе Котовске Тамбовской области.
Призван в РККА в 1941 году Котовским РВК. Командир взвода 154-го гвардейского стрелкового полка (51-я гвардейская стрелковая дивизия, 6-я гвардейская армия, 2-й Прибалтийский фронт), лейтенант.

## Подвиг
При прорыве обороны противника в районе Великих Лук первым со взводом ворвался на позиции врага, уничтожив при этом большое количество гитлеровцев. Затем его взвод, действуя впереди батальона, первым достиг станции Изоча. Вечером взвод занял южную часть деревни Климово. Отражая контратаку противника, лейтенант Любичев погиб. Звание Героя Советского Союза присвоено 4 июня 1944 года.
Похоронен в деревне Климово Псковской области.

## Память
В городе Котовске на центральной площади есть экспозиция, посвящённая герою.